# Simpsons Illustrated
Simpsons Illustrated — журнал, выходивший в 1991—1993 в дополнение к сериалу «Симпсоны». Всего было выпущено 10 журналов, по 4 номера в год. Публикации содержали статьи об актёрском составе и главных персонажах, комиксы и фан-арт.
Первый номер был выпущен 4 апреля 1991 и включал:
- копию вымышленной газеты «Springfield Shopper»
- плакат на развороте со всеми персонажами сериала и их взаимоотношения
- оригинальные рассказы на ночь от Барта Симпсона
- «Официальный иллюстрированный справочник выживания в школе», который включал в себя тактику выбора лучшего места за партой в классе[2].

Также один из выпусков был в 3D и комплектовался очками для просмотра.
Финальный выпуск содержал одностраничный комикс под названием «Simpsons Comics and Stories». Его успех привёл к созданию серии комиксов о «Симпсонах».